# Wapen van Kortehemmen

Wapen van Kortehemmen

Het wapen van Kortehemmen is het dorpswapen van het Nederlandse dorp Kortehemmen, in de Friese gemeente Smallingerland. Het wapen werd in 2013 geregistreerd.

## Beschrijving
De blazoenering van het wapen in het Fries luidt als volgt:
yn grien in gouden maiskolf, lofts en rjochts beselskippe fan in gouden peal; in weage skyldhaad fan read, belein mei in sulveren kearûb-ingelkopke tusken twa wjukken.
De Nederlandse vertaling luidt als volgt: 
in groen een gouden maiskolf, links en rechts vergezeld van een gouden paal; een golvend schildhoofd van rood, belegd met een zilveren cherub-engelendhoofdje tussen twee vleugels.
De heraldische kleuren zijn: sinopel (groen), goud (goud), keel (rood) en zilver (zilver).

## Symboliek
- Gouden palen: staan symbool voor de twee kernen van het dorp: de Boerestreek en Zandburen.[1]
- Cherub-engelenhoofdje met vleugels: ontleend aan een gevelsteen in de kerk van Kortehemmen.[1]
- Maïskolf: maïs is de moderne tegenhanger van de rogge die hier vroeger verbouwd werd.[1]
- Groen veld: verwijst naar het grasland en bos dat aanwezig is rond het dorp.[1]
- Rood schildhoofd: duidt op de bebouwing van het dorp. De golvende rand is een verwijzing naar het riviertje de Drait.[1]

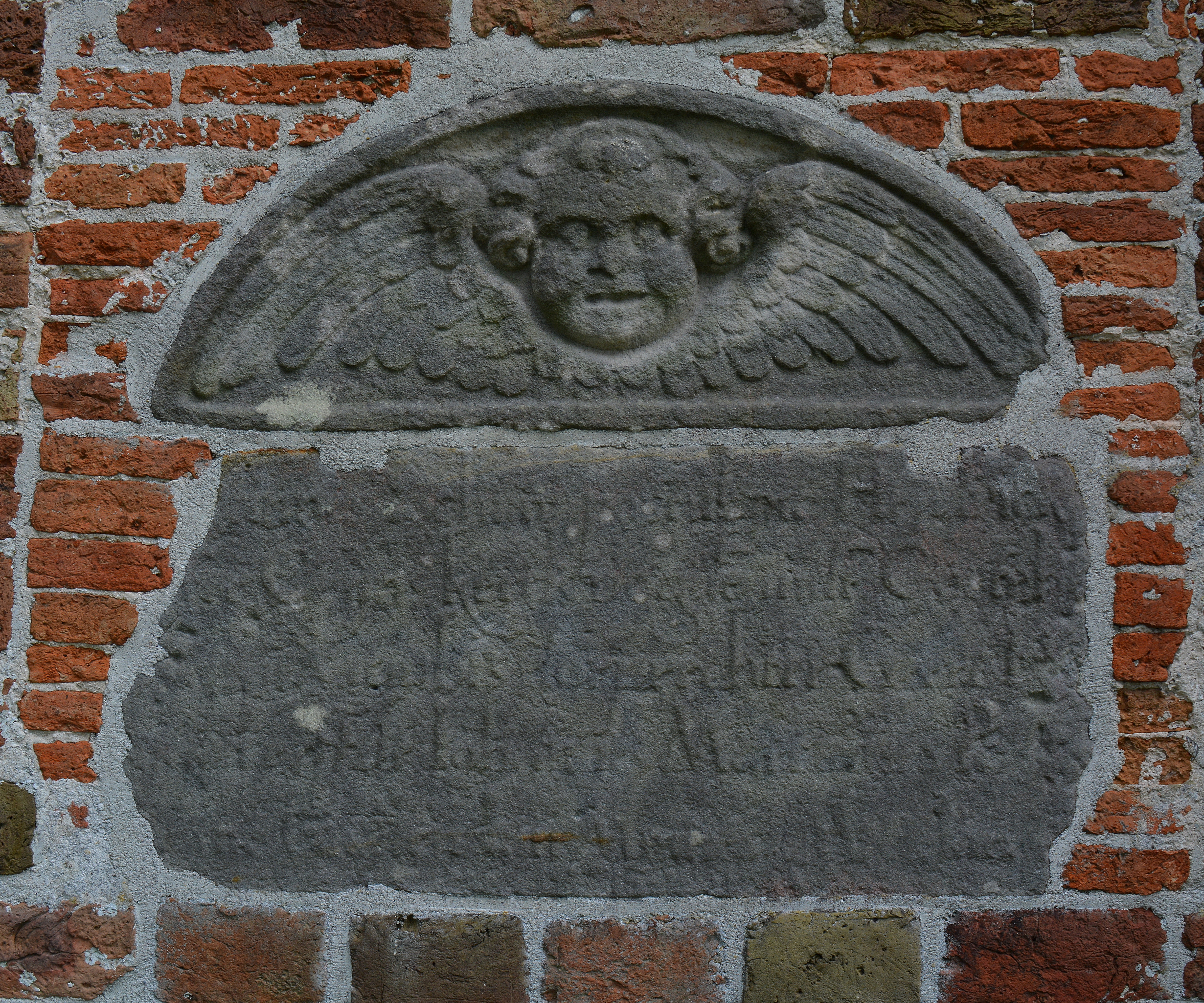
Gevelsteen met engelenhoofdje in de kerk van Kortehemmen.

## Zie ook

Vlag van Boornbergum en Kortehemmen